# Idioma chinali
Chinali (llamada nativamente Chinalbhashe)[cita requerida] es un idioma de la India no clasificado y en peligro crítico de extinción hablado por unas 220 personas. Muchos oradores tienen una buena educación.  Los hablantes se distribuyen por todo el valle de Lahul (o Lahaul ).  Utiliza Devanagari para escribirse.  Es muy posible que Chinali también esté estrechamente relacionado con el sánscrito. 

## Fonología
|                 | Frente | Central | Atrás |
| --------------- | ------ | ------- | ----- |
| Casi cerca/alto | iː     |         | uː    |
| medio alto      | ɛ ɛː   |         | ɔ     |
| Casi abierto    |        | ɐ ɐː ɐ̃ː | a aː  |